# Raphana

Carte de la Décapole avec la position présumée de Raphana.

Raphana ou Rafana est une ancienne cité de la Décapole, de la Jordanie moderne. Son identification est ouverte à deux possibilités : Capitolias (aujourd'hui Bayt Ras) ou Abila (aujourd'hui Quwayliba).

## Histoire
Pendant la domination romaine, Raphana fut la zone de stationnement de deux des légions romaines, la legio XII Fulminata (à la période Julio-Claudienne), puis elle fut envoyée à Mélitène et remplacée par la legio III Gallica (à partir d'environ 70). Enfin, près de Raphana, le 16 mai 218, l'empereur Héliogabale fut acclamé, et dissous la légion en 219; Raphana perd ainsi son statut de camp de légionnaires.